# مناخ اليمن
مناخ اليمن الجو حار ودرجة الرطوبة عالية في المناطق الساحلية ومعتدل في المناطق الجبلية وجاف وحار في المناطق الشرقية للبلاد. 
- الساحل الغربي: تصل درجة الحرارة إلى 54 درجة مئوية خلال فصل الصيف و 35 درجة مئوية شتاء[3]
- الساحل الجنوبي: 37 درجة مئوية صيفا و 25 شتاء[4] كمية الأمطار لا تزيد عن 100 مليمتر في السنة ولا تتجاوز 10 أيام فقط في السنة [5]
- المرتفعات: تتمتع بمناخ معتدل في معظم أيام السنة، على الرغم من أنه يمكن أن يصبح حار في الظهر وبارد في الليل وخصوصا بين شهري أكتوبر وفبراير.تصل درجة الحرارة إلى 5 درجات مئوية من نوفمبر إلى يناير و 25 درجة مئوية في يوليو[6]

تسجل الأمطار أعلى قيمها في المنطقة الجبلية الوسطى حيث تتراوح كميتها السنوية بين 400 -1100 مليمتر تقريباً وبمعدل سنوي يقترب من 750 مليمتر
أيضا هذه المنطقة تسجل أعلى عدد للأيام الممطرة والتي قد تصل إلى أكثر من 156 يوم في السنة وبمعدل سنوي 94 يوم في السنة.

## الروابط الخارجية
ملفات من المركز الوطني للمعلومات :
| - مناخ محافظة صنعاء بي دي إف - مناخ محافظة عدن بي دي إف - مناخ محافظة حضرموت بي دي إف - مناخ محافظة إب بي دي إف - مناخ محافظة الحديدة بي دي إف - مناخ محافظة تعز بي دي إف | - مناخ محافظة صعدة بي دي إف - مناخ محافظة لحج بي دي إف - مناخ محافظة مأرب بي دي إف - مناخ محافظة البيضاء بي دي إف - مناخ محافظة الجوف بي دي إف - مناخ محافظة الضالع بي دي إف | - مناخ محافظة أبين بي دي إف - مناخ محافظة المحويت بي دي إف - مناخ محافظة حجة بي دي إف - مناخ محافظة ذمار بي دي إف - مناخ محافظة المهرة بي دي إف - مناخ محافظة عمران بي دي إف |

- الجو في اليمن